# Seznam ameriških trobentarjev
Seznam ameriških trobentarjev.

## A
- Nat Adderly
- Louis Armstrong

## B
- Chet Baker
- Steven Bernstein

## C
- Doc Cheatham

## D
- Miles Davis
- Dave Douglas

## G
- Conrad Gozzo
- Dizzy Gillespie
- Bernie Glow

## H
- Erskine Hawkins
- Neal Hefti
- Adolph Herseth
- Al Hirt

## I
- Mark Isham

## J
- Ted Joans
- Quincy Jones
- Bill Justis

## L
- Lee Loughnane
- Frank London

## M
- Chuck Mangione
- Wynton Marsalis
- Brian McKnight
- Willie Mitchell (glasbenik)

## N
- Steady Nelson

## R
- Cynthia Robinson
- B.A. Rolfe

## S
- Arturo Sandoval
- Charles Schlueter

## T
- Tommy Turrentine

## V
- Allen Vizzutti

## Z
- Zeke Zarchy